# Провинција Ава (Хоншу)
Ава (јап. 安房国) је једна од 66 историјских провинција Јапана, која је постојала од почетка 8. века (закон Таихо из 703. године) до Мејџи реформи у другој половини 19. века. Ава се налазила на југоисточној обали острва Хоншу, на врху полуострва Босо, у области Токаидо.
Царским декретом од 29. августа 1871. све постојеће провинције замењене су префектурама. Територија Аве одговара данашњој префектури Чиба.

## Географија
Ава се на северу се граничила са провинцијом Казуса, а на југу, истоку и западу окружена је Тихим океаном.